# Diversamente
Diversamente è un film del 2021 diretto da Max Nardari.

## Trama
Il film è una raccolta di cortometraggi sulla diversità dal 2010 al 2020 ed è formato da cinque episodi indipendenti.
Lei e l'altra
Affronta il problema delle raccomandazioni e la precarietà del lavoro, mettendo a confronto la vincitrice di un reality in tv e una brava ricercatrice universitaria.
Lui e l'altro
Analizza la tematica dell'omofobia, attraverso due coinquilini casuali: un ragazzo gay e uno etero.
Noi e gli altri
Si occupa della questione del razzismo di una giovane coppia in un condominio di soli extracomunitari. 
L'amore non ha religione
Parla dell'argomento interreligioso, mettendo in contrapposizione una famiglia cattolica e una musulmana, chiamati d'urgenza dalla casa di cura dove risiedono i rispettivi genitori, scappati amorevolmente insieme. 
Uno di noi
Esamina il tema delle adozioni e del razzismo, raccontando di una coppia che, dopo essere riuscita con fatica ad avere un bambino in adozione, ne ottiene uno di colore.

## Produzione
Tutti e cinque gli episodi sono stati girati a Roma, principalmente nel quartiere della Garbatella.
Nell'ultimo episodio, le inquadrature dall'alto sono della città di Terni; l'esterno del palazzo dove i genitori incontrano il bambino da adottare è l'attuale Archivio di Stato del capoluogo umbro

## Colonna sonora
La colonna sonora del film è prodotta da Reset Production e distribuita da The Orchard. La maggior parte dei brani sono stati registrati presso lo studio Rock Me Amadeus di Francesco Arpino, producer e cantautore, che ha realizzato alcuni inediti del secondo episodio. Tra gli autori c'è lo stesso Max Nardari che ha composto 4 brani inediti dalle sonorità pop dance.
La colonna sonora è uscita in streaming e su tutti gli stores digitali il 18 maggio 2021.

## Promozione
Il 18 maggio 2021 è stato distribuito il trailer in sulla webzine Ciak e poi su YouTube.

## Distribuzione
Il film è uscito in esclusiva il 18 maggio 2021 sulla piattaforma on demand Chili.

## Accoglienza

### Critica
Il sito web MYmovies.it assegna al film un voto di 3 su 5.